# Туомо Пеканен
Туомо Антеро Пеканен (фин. Tuomo Antero Pekkanen; Сари, 16. јула 1934) фински је латиниста и писац новолатинске књижевности.
Докторирао је 1968. на тему „Етничко порекло Дулоспорâ“ (енгл. The Ethnic Origin of the Δουλοσπόροι) на Универзитету у Хелсинкију. Од 1969 до 1972 је био директор Римског института Финске (лат. Institutum Romanum Finlandiae) у Риму и истраживао у овом периоду најстарија сведочанства о финским племенима. Резултат ових истраживања била књига „Латински извори за североисточну Евроазију“ (енгл. Latin sources on North-eastern Eurasia) састављена са Пентијем Алтом (фин. Pentti Aalto). 
Поред обимног опуса углавном на латинском језику, године 1986 је на захтев финске државе превео фински национални еп, „Калевалу“ од 22.795 стихова, и то на латински. Године 2006. издао је са Реијом Питкерантом (фин. Reijo Pitkäranta) „Речник данашњег латинског језика: финско-латинско-фински“ (фин. Lexicon hodiernae latinitatis: finno-latino-finnicum). Један је од првих чланова (од 1968) Академије за неговање латинског језика (лат. Academia Latinitati Fovendae) које је позвао Пјетро Романели (итал. Pietro Romanelli). Године 1996. одржао је на Универзитету у Јивескилеу осми конгрес Академије за неговање латинског језика. Због успешно одржаног конгреса који је привукао пажњу јавности (емитован на финској телевизији) постао је прво потпредседник Академије, пошто је према статутима Академије само Италијан могао бити председник. Након промене статута Академије 2010. постао је њен председник.

## Веблинкови
- Хералд трибјун Архивирано на веб-сајту  (16. август 2000) о Туомо Пеканену.
- Историја Академије за неговање латинског језика (на латинском).
- Листа директора Римског института Финске.